# Strâmtura
Strâmtura (Szurdok en hongrois) est une commune roumaine du județ de Maramureș, dans la région historique de Transylvanie et dans la région de développement du Nord-Ouest.

## Géographie
La commune de Strâmtura est située dans le nord-est du județ, dans la vallée de l'Iza, à 28 km au sud-est de Sighetu Marmației, la capitale historique de la Marmatie et à 76 km à l'est de Baia Mare, la préfecture du județ.
La commune est composée des trois villages de Strâmtura, Glod et Slătioare. En 2002, la répartition de la population entre les différents villages s'établissait comme suit (nombre d'habitants) :
- Strâmtura, siège de la municipalité (2 932).
- Glod (701).
- Slătioare (578).

## Histoire
La première mention écrite du village date de 1326 sous le nom de Terra Zurkuky, comme possession de Bogdan de Cuhea dans un document émanant de la cour du roi Charles Robert de Hongrie.
La commune a fait partie du Comitat de Maramures dans le Royaume de Hongrie jusqu'en 1920, au Traité de Trianon où elle est attribuée à la Roumanie avec toute la Transylvanie.

## Religions
En 2002, 84,8 % de la population était de religion orthodoxe et 6,3 % appartenait à l'Église grecque-catholique roumaine.

## Démographie
En 1910, la commune comptait 4 329 Roumains (84,4 % de la population), 42 Hongrois (0,8 %) et 758 Allemands (14,8 %).
En 1930, les autorités recensaient 4 526 Roumains (86,3 %) ainsi qu'une importante communauté juive de 695 personnes (13,3 %) qui fut exterminée par les Nazis durant la Seconde Guerre mondiale.
En 2002, la commune comptait 4 210 Roumains (100 %) .
| 1880  | 1900  | 1910  | 1930  | 1956  | 1977  | 1992  | 2002  | 2007  |
| ----- | ----- | ----- | ----- | ----- | ----- | ----- | ----- | ----- |
| 3 751 | 4 674 | 5 129 | 5 243 | 5 286 | 5 237 | 4 889 | 4 211 | 4 033 |

## Économie
La commune possède 6 060 ha de terres agricoles et 2 348 ha de forêts.

## Lieux et monuments
- Strâmtura : église en bois.
- Glod : église en bois du XVIIIe siècle.